# Avilio
Avilio o Aollio è un personaggio della mitologia romana.
Secondogenito di Romolo e della sabina Ersilia, anche noto come Aolio, fratello di Prima, fu il primo membro dopo Romolo della Gens Romilia. Sua nonna è Rea Silvia.